# پارک ملی سالامایروی
پارک ملی سالامایَروی (فنلاندی: Salamajärven kansallispuisto) یک پارک ملی در مناطق اوستروبوتنیای مرکزی و فنلاند مرکزی در فنلاند است که در شهرداری‌های پرهو، کیوی‌یروی و کینولا قرار دارد. سالامایَروی در منطقه آبخیز ناهموار سومِن‌سولکَه واقع شده‌است. این منطقه بزرگ و خالی از سکنه به‌ویژه به‌خاطر اکوسیستم‌های باتلاقی متنوع و مجموعه‌ای از حیوانات وحشی معروف است.